# The Magic of Belle Isle – Ein verzauberter Sommer
The Magic of Belle Isle – Ein verzauberter Sommer (Originaltitel: The Magic of Belle Isle) ist ein US-amerikanisches Filmdrama des Regisseurs Rob Reiner für die Produktionsfirmen Magnolia Pictures, Castle Rock Entertainment und Revelations Entertainment aus dem Jahr 2012 mit Morgan Freeman und Virginia Madsen in den Hauptrollen.

## Handlung
Nach dem Krebstod seiner Frau sechs Jahre zuvor hat der erfolgreiche Western-Schriftsteller Monte Wildhorn das Schreiben beendet und das Trinken begonnen. Erst ein Aufenthalt auf dem Land lässt den seit einem unverschuldeten Verkehrsunfall auf den Rollstuhl angewiesenen Romanautor wieder am Leben teilnehmen. Wildhorn macht die Bekanntschaft von vielen freundlichen Menschen, dem Sonderling Carl, einem hilfsbereiten Ladenbesitzer, vor allem aber der attraktiven und lebensbejahenden Frau Charlotte O’Neil, die mit ihren drei Töchtern neben ihm am See wohnt.
Letztendlich bringen den alten Griesgram die Verantwortung für einen Hund und die freundliche Nachbarsfamilie, deren Tochter Finnegan O’Neil er das Geschichtenschreiben beibringt, über einen langen Sommer hinweg nach und nach die abhanden gekommene Lebensfreude zurück. Monte gelingt es so, das Trinken zu beenden und er beginnt wieder zu schreiben.
Als sein Verleger Monte offenbart, dass ein bekannter Schauspieler die Filmrechte an seinem Westernhelden kaufen möchte, lehnt er zunächst ab, am Ende besinnt er sich aber eines Besseren, willigt ein und kauft sich von dem verdienten Geld das kleine Anwesen neben der Nachbarsfamilie O’Neil, wo er nach dem verzauberten Sommer von nun an seinem Lebensabend verbringen möchte.

„Hör nie auf nach dem Ausschau zu halten, was nicht da ist.“

## Kritiken
„Ein Wohlfühl-Drama mit ernsten Zwischentönen, das zu versiert konstruiert daherkommt, um mitreißen zu können.“

## Produktionsnotizen
Die Kostüme stammen von Shawn Holly Cookson, Sylvia Malangone Cappelli zeichnete als Maskenbildnerin verantwortlich, das Szenenbild kam von Sara Parks. Das Produktionsdesign steuerte Tom Lisowski bei. Drehorte des Films lagen in Greenwood Lake, New York in den USA.